# Lettore di ebook

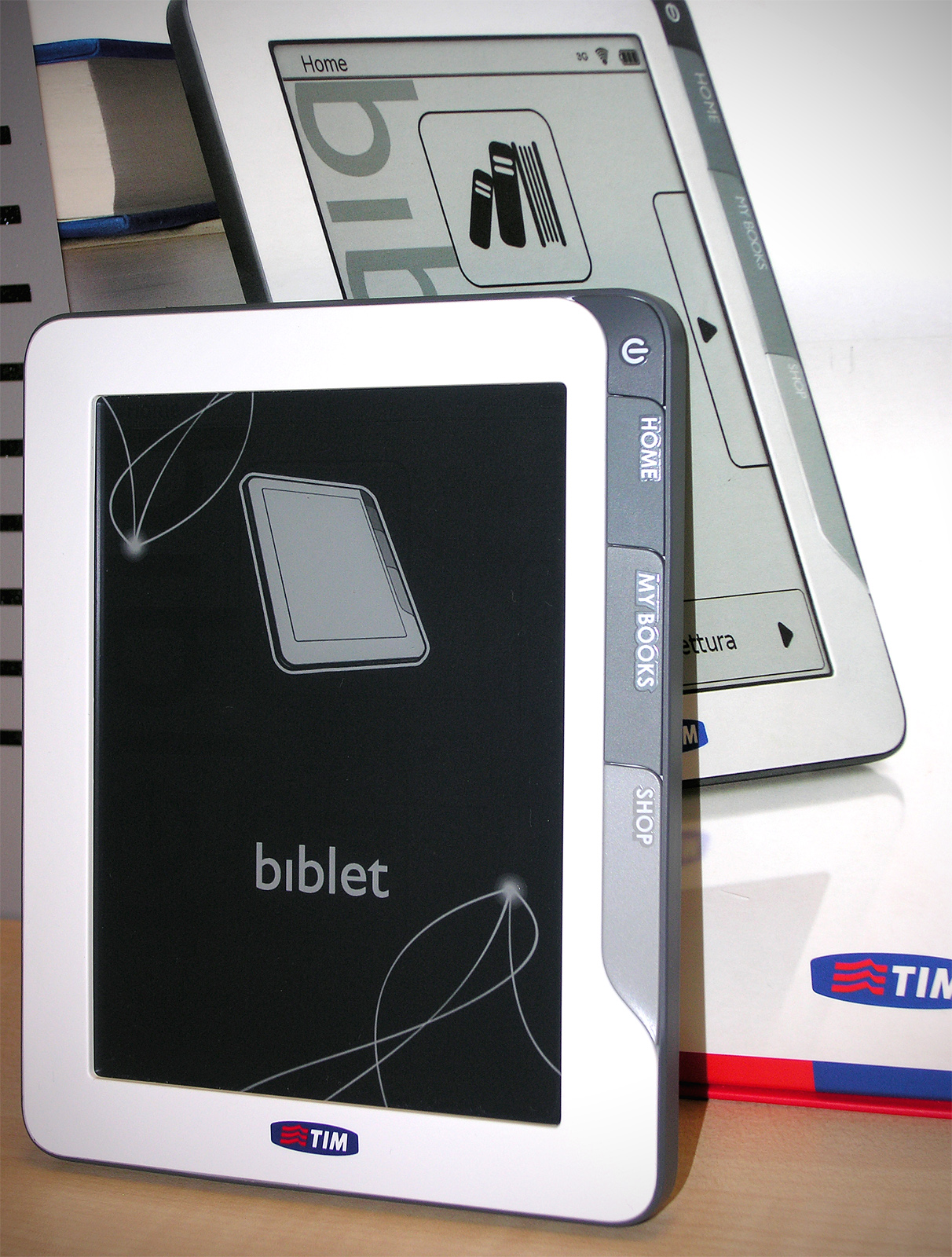
Lettore eBook Biblet prodotto da Sagem Wireless

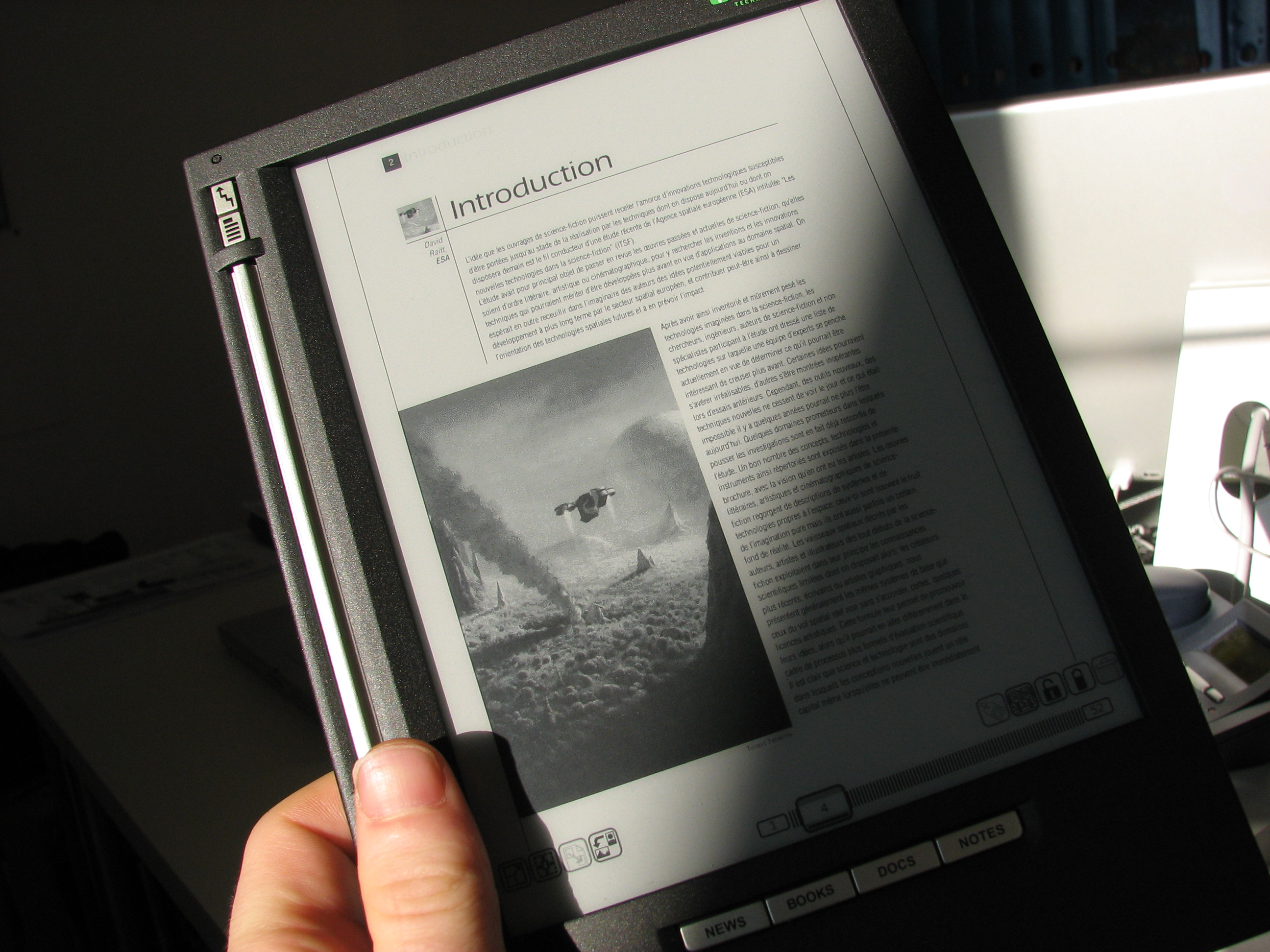
Lettore di e-book iLiad con schermo e-ink

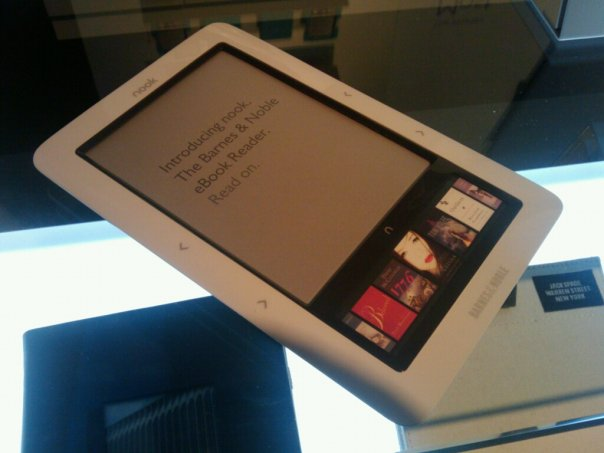
Il dispositivo di lettura Barnes & Noble Nook

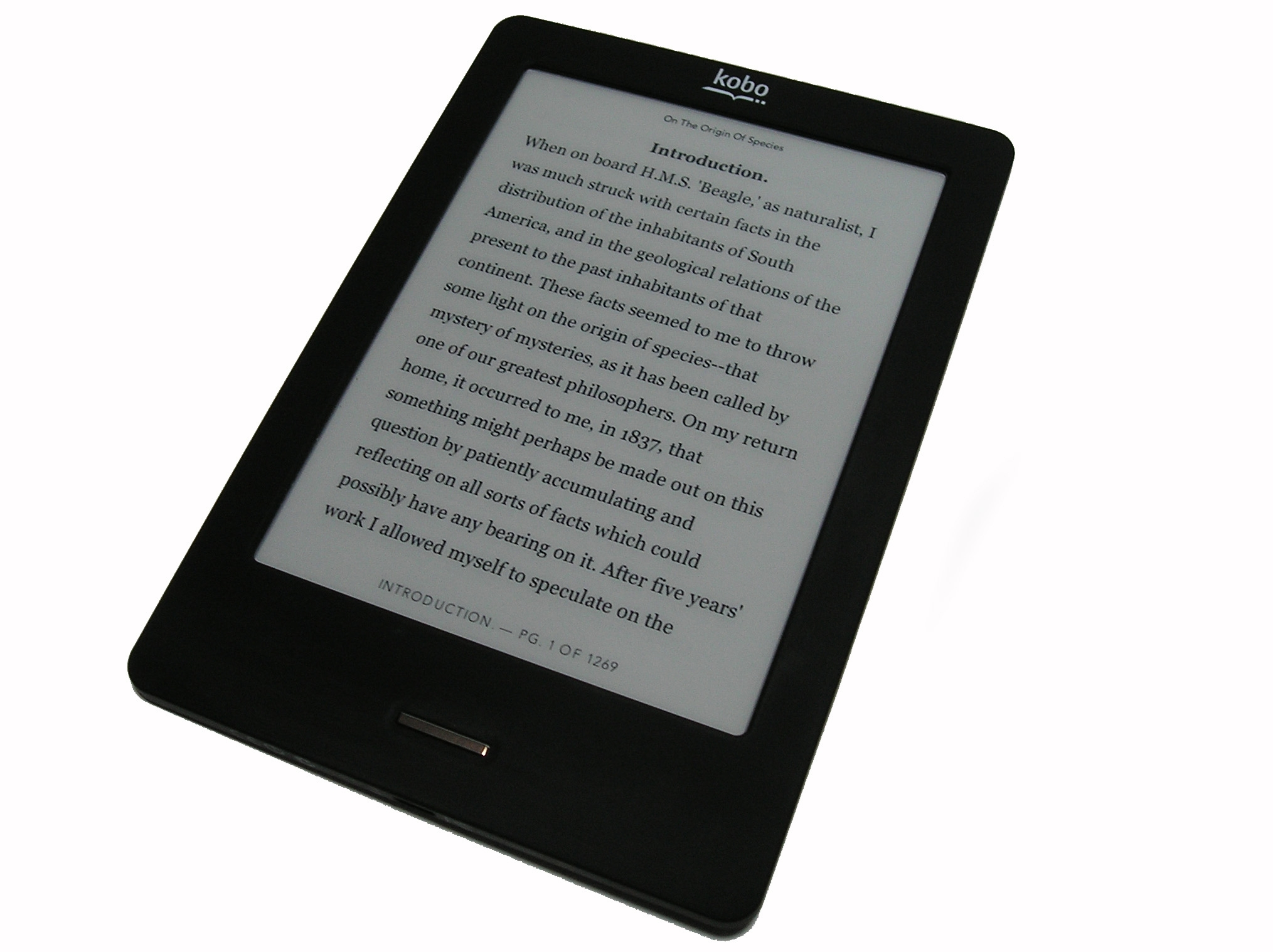
Kobo Touch

Un lettore di ebook (in inglese ebook reader), anche chiamato lettore di libri elettronici, è un dispositivo elettronico portatile che permette di caricare un gran numero di testi in formato digitale (ebook) e di leggerli analogamente ad un libro cartaceo.
I lettori di eBook sono studiati quasi esclusivamente per la lettura di testi, e nell'accezione originaria vengono identificati come aventi schermi con tecnologia e-ink, generalmente disponibile solo in toni di grigio. 
I libri possono essere scaricati gratuitamente o a pagamento.

## Descrizione
Questa particolare tecnologia non necessita per la visualizzazione delle immagini a schermo di una retroilluminazione dello stesso, in quanto la resa è simile a quella di uno scritto stampato: i primi modelli uscirono quindi privi di illuminazione e per il loro uso serviva l'utilizzo di una fonte di illuminazione esterna quando necessario, proprio come nella lettura dei libri, ovvero il semplicemente stare all'aperto (di giorno) oppure in una stanza illuminata artificialmente; gli ultimi modelli lanciati sul mercato sono invece dotati di luce incorporata, per cui è possibile la lettura al buio anche se non si ha a disposizione alcuna fonte luminosa, inoltre la luminosità regolabile dello schermo può essere d'aiuto anche nella lettura all'aperto, con luce solare diretta.
L'uso degli e-reader risulta meno stancante per la vista rispetto ad un analogo dispositivo dotato di schermo LCD, in quanto lo schermo non è una fonte di luce che punta verso i nostri occhi, essendo la luce emessa parallelamente allo schermo e non perpendicolarmente. Essendo tale tecnologia pensata per la visualizzazione statica di immagini (come la pagina di un libro) non si trova tuttavia a proprio agio per la riproduzione di contenuti più complessi, come ad esempio pagine web o filmati (soffre di basso refresh e di sovraimpressione), il che ha portato alla ribalta anche un altro tipo di dispositivo, dotato di meno autonomia, ma identicamente adatto allo scopo, ovvero i tablet computer.
Generalizzando, nel termine "lettore di ebook" possono infatti rientrare una moltitudine di dispositivi dotati di retroilluminazione dello schermo, pur diversi fra loro, come smartphone, netbook (la cui dimensione dello schermo di poco differisce) e in generale quasi tutti i tablet computer.
Nel campo del software si definisce invece come eBook reader i programmi atti a permettere la lettura degli ebook sui computer. Naturalmente la lettura di testi su tali dispositivi può risultare poco ergonomica e stancante per gli occhi, mentre è sicuramente più adatta per la consultazione di documenti scientifici, o la lettura di libri illustrati e fumetti a colori (escludendo gli smartphone, dotati di schermi troppo piccoli per permettere una agevole lettura, salvo brevi racconti).
Alcuni modelli evoluti permettono anche di connettersi tramite 3G e Wi-Fi e scaricare nuovi titoli. In genere permettono sottolineature e appunti.
Alla loro diffusione era inizialmente d'ostacolo un costo di acquisto ritenuto ancora troppo alto.. Il primo dispositivo di lettura che si è affermato sul mercato globale è Amazon Kindle, lettore eink con connettività 3G. Amazon, insieme al lettore eBook Kindle ha lanciato un rifornito negozio di eBook. L'integrazione tra l'eBook store di Amazon ed il Kindle ha permesso ad Amazon di coprire il 60% delle vendite di eBook alla fine del 2009.
Sulla ruota di questo successo Barnes & Noble ha lanciato un proprio eBook store ed il lettore Nook, a fine 2010 affiancato dalla versione a colori Nook Color.
Mosse industriali di grandi gruppi mostrano come il mercato degli eBook si stia sempre più ampliando. Almeno per il mercato anglofono la diffusione degli eBook ha raggiunto una massa critica sufficiente a giustificare grandi investimenti ed addirittura a ripensare il futuro dell'editoria.
Nel 2012 la Kobo ha concluso un accordo con Mondadori per la distribuzione nelle librerie della catena i Kobo Touch con una elevata quantità di e-book disponibili anche in italiano.
Il primo dispositivo di lettura e-ink a colori è stato mostrato l'11 novembre 2010 dall'azienda cinese Hanvon in occasione dell'evento FPD International di Tokyo, con lo schermo a inchiostro elettronico a colori Triton, creato da E-Ink Holdings, il che può significare l'inizio di una nuova era, ovvero quella degli eBook reader a colori (che dovranno quindi strenuamente contendersi il mercato con i sempre più diffusi tablet computer). Fra gli ultimi dispositivi in commercio l'evoluzione del primo lettore di ebook impermeabile all'acqua: PocketBook Aqua 2, che può essere immerso fino a un metro d'acqua.